# Mystère à Salem Falls
Mystère à Salem Falls (Salem Falls) est un téléfilm américain réalisé par Bradley Walsh, diffusé le 19 novembre 2011 sur Lifetime.

## Synopsis
Jack, jeune et jeune professeur d'histoire au-delà de tout soupçon, s'installe dans le village de Salem Falls, où des adolescentes en manque d'aventure s'adonnent à la sorcellerie. Gillian, l'une d'entre elles, jette un sort pour que Jack s'éprenne d'elle. Jack est accusé à tort de viol et on découvre qu'il a déjà fait l'objet d'une telle accusation par le passé. Le père de Gillian, un puissant notable, fait tout pour innocenter sa fille et accabler Jack, afin qu'un lourd secret le concernant n'éclate pas au grand jour

## Fiche technique
- Titre original : Salem Falls
- Réalisation : Bradley Walsh
- Scénario : Craig Bolotin (en) et Teena Booth, d'après le roman de Jodi Picoult
- Photographie : Rudolf Blahacek
- Musique : Gary Koftinoff (en)
- Pays : États-Unis
- Durée : 89 minutes

## Distribution
- James Van Der Beek (VF : Thierry Wermuth) : Jack St. Bride
- Sarah Carter (VF : Laura Blanc) : Addie Peabody
- AJ Michalka (VF : Camille Donda) : Gillian Duncan
- Rick Roberts : Mr. Duncan
- James Thomas : Jordan McAfee
- Allie MacDonald : Megan Saxton
- Zoë Belkin : Chelsea
- Thomas Mitchel : Chef Mitchell

Sources et légende : Version française selon le carton de doublage français.